# Kristi Yamaguchi
Kristi Yamaguchi, a właściwie Kristine Tsuya Yamaguchi-Hedican (ur. 12 lipca 1971 w Hayward) – amerykańska łyżwiarka figurowa, startująca w konkurencji par sportowych i solistek. Mistrzyni olimpijska z Albertville (1992, indywidualnie), dwukrotna mistrzyni świata (1991, 1992, indywidualnie), dwukrotna mistrzyni świata juniorów (1988, indywidualnie i w parach sportowych) oraz trzykrotna mistrzyni Stanów Zjednoczonych (w parach sportowych: 1989, 1990, indywidualnie: 1992). Zakończyła karierę amatorską w 1992 roku.

## Życie prywatne
8 lipca 2000 roku wyszła za mąż za Breta Hedicana, hokeistę reprezentacji Stanów Zjednoczonych, którego poznała na Zimowych Igrzyskach Olimpijskich 1992. Para ma dwie córki Kearę Kiyomi (ur. 2003) oraz Emmę Yoshiko (ur. 2005).
W maju 2008 roku Yamaguchi wygrała 6. edycję amerykańskiego programu Dancing with the Stars w parze z Markiem Ballasem.

## Osiągnięcia

### Solistki
| Zawody                                | 86–87          | 87–88          | 88–89          | 89–90          | 90–91          | 91–92          |                |                |                |                |                |                |                |                |                |                |                |
| Międzynarodowe                        | Międzynarodowe | Międzynarodowe | Międzynarodowe | Międzynarodowe | Międzynarodowe | Międzynarodowe | Międzynarodowe | Międzynarodowe | Międzynarodowe | Międzynarodowe | Międzynarodowe | Międzynarodowe | Międzynarodowe | Międzynarodowe | Międzynarodowe | Międzynarodowe | Międzynarodowe |
| ------------------------------------- | -------------- | -------------- | -------------- | -------------- | -------------- | -------------- | -------------- | -------------- | -------------- | -------------- | -------------- | -------------- | -------------- | -------------- | -------------- | -------------- | -------------- |
| Igrzyska olimpijskie                  |                |                |                |                |                | 1              |                |                |                |                |                |                |                |                |                |                |                |
| Mistrzostwa świata                    |                |                | 6              | 4              | 1              | 1              |                |                |                |                |                |                |                |                |                |                |                |
| Nations Cup                           |                |                |                |                | 1              |                |                |                |                |                |                |                |                |                |                |                |                |
| NHK Trophy                            |                |                | 2              | 2              |                |                |                |                |                |                |                |                |                |                |                |                |                |
| Skate America                         |                |                | 3              |                | 1              | 2              |                |                |                |                |                |                |                |                |                |                |                |
| Skate Canada International            |                |                |                | 1              |                |                |                |                |                |                |                |                |                |                |                |                |                |
| Grand Prix International de Paris     |                |                |                |                |                | 2              |                |                |                |                |                |                |                |                |                |                |                |
| Igrzyska dobrej woli                  |                |                |                |                | 1              |                |                |                |                |                |                |                |                |                |                |                |                |
| Międzynarodowe: Kategorie młodzieżowe |                |                |                |                |                |                |                |                |                |                |                |                |                |                |                |                |                |
| Mistrzostwa świata juniorów           |                | 1              |                |                |                |                |                |                |                |                |                |                |                |                |                |                |                |
| Krajowe                               |                |                |                |                |                |                |                |                |                |                |                |                |                |                |                |                |                |
| Mistrzostwa Stanów Zjednoczonych      | 2 J            | 10             | 2              | 2              | 2              | 1              |                |                |                |                |                |                |                |                |                |                |                |

### Pary sportowe
Z Rudi Galindo
| Zawody                                | 84–85          | 85–86          | 86–87          | 87–88          | 88–89          | 89–90          |                |                |                |                |                |                |                |                |                |                |                |
| Międzynarodowe                        | Międzynarodowe | Międzynarodowe | Międzynarodowe | Międzynarodowe | Międzynarodowe | Międzynarodowe | Międzynarodowe | Międzynarodowe | Międzynarodowe | Międzynarodowe | Międzynarodowe | Międzynarodowe | Międzynarodowe | Międzynarodowe | Międzynarodowe | Międzynarodowe | Międzynarodowe |
| ------------------------------------- | -------------- | -------------- | -------------- | -------------- | -------------- | -------------- | -------------- | -------------- | -------------- | -------------- | -------------- | -------------- | -------------- | -------------- | -------------- | -------------- | -------------- |
| Mistrzostwa świata                    |                |                |                |                | 5              | 5              |                |                |                |                |                |                |                |                |                |                |                |
| NHK Trophy                            |                |                |                |                | 3              | 4              |                |                |                |                |                |                |                |                |                |                |                |
| Skate America                         |                |                | 5              |                |                | 2              |                |                |                |                |                |                |                |                |                |                |                |
| Skate Electric Challenge              |                |                |                |                | 1              |                |                |                |                |                |                |                |                |                |                |                |                |
| Międzynarodowe: Kategorie młodzieżowe |                |                |                |                |                |                |                |                |                |                |                |                |                |                |                |                |                |
| Mistrzostwa świata juniorów           |                | 5              | 3              | 1              |                |                |                |                |                |                |                |                |                |                |                |                |                |
| Krajowe                               |                |                |                |                |                |                |                |                |                |                |                |                |                |                |                |                |                |
| Mistrzostwa Stanów Zjednoczonych      | 5 J            | 1 J            | 5              | 5              | 1              | 1              |                |                |                |                |                |                |                |                |                |                |                |

## Nagrody i odznaczenia
- Światowa Galeria Sławy Łyżwiarstwa Figurowego – 1998[4]
- Amerykańska Galeria Sławy Łyżwiarstwa Figurowego – 1998[5]